# Peter Hedman
Peter Hedman (18 settembre 1966) è un ex calciatore svedese, di ruolo attaccante.

## Carriera

### Club
Hedman cominciò la carriera con la maglia dello Åsa, per poi passare al Göteborg. Fu in seguito messo sotto contratto dai norvegesi del Lillestrøm, per cui esordì nella 1. divisjon in data 1º maggio 1988, in occasione della vittoria per 1-0 sullo Strømmen. Il 23 maggio arrivarono le prime reti, con una doppietta inflitta al Sogndal, contribuendo così al 4-1 finale.
Tornò poi in patria, per giocare allo Örgryte. Nel 1994, fu nuovamente in forza al Lillestrøm, per poi giocare nell'Oddevold e nel GAIS. Chiuse la carriera al Åsa IF.